# Sabre (chitarra)
La Sabre è una chitarra elettrica prodotta dalla Music Man dal 1978 al 1981 e poi di nuovo dal 2020.

## Caratteristiche
Originariamente fu disegnata e progettata da Leo Fender per la Music Man alla fine degli anni '70, dalla forma vagamente quadrata nelle proporzioni del corpo e con due opzioni per il manico, da 12 pollici (Sabre I) o da 7,5 pollici (Sabre II).  Si caratterizzava soprattutto per il preamplificatore attivo e disponeva di una vasta gamma di suoni, grazie a tre switch: uno a tre vie per selezionare la configurazione dei due pick-up humbucker posti al manico e al ponte, uno a due vie per splittare i pick-up, e un terzo per selezionare fase e controfase. All'epoca non ebbe molto successo a causa della forma e della paletta, che tendevano a somigliare molto a quelle delle Fender. Dopo la rottura con Leo Fender e prima che la Music Man passasse a Ernie Ball nel 1984, la produzione cessò e lo stesso Fender ne propose dopo qualche anno una rivisitazione più moderna con la sua G&L F-100.
Nel 2020 la Ernie Ball Music Man l'ha quindi riproposta in una versione rinnovata sia nell'estetica, con la forma del corpo più o meno invariata ma senza battipenna e la paletta con le chiavette 4+2, che nell'elettronica, laddove i tre switch sono stati sostituiti da uno solo a cinque vie per selezionare le varie combinazioni delle bobine dei due humbucker. È stato inoltre aggiunto il tremolo. Questa versione aggiornata mantiene il corpo hollow body, ora in okumè con la parte superiore in acero intagliato, mentre il manico, tutto in acero e sempre attaccato col sistema set-in, presenta una larghezza al capotasto di 1 11/16 pollici (4,2 cm), che lo rende leggermente più largo di un manico standard.